# Gozokht
Gozokht (persiska: گزخت) är en ort i Iran.   Den ligger i provinsen Khorasan, i den östra delen av landet, 900 km öster om huvudstaden Teheran. Gozokht ligger 1 258 meter över havet och antalet invånare är 699.
Terrängen runt Gozokht är kuperad österut, men västerut är den bergig. Runt Gozokht är det glesbefolkat, med 12 invånare per kvadratkilometer. Gozokht är det största samhället i trakten. Trakten runt Gozokht är ofruktbar med lite eller ingen växtlighet.